# Mon amour pour toi

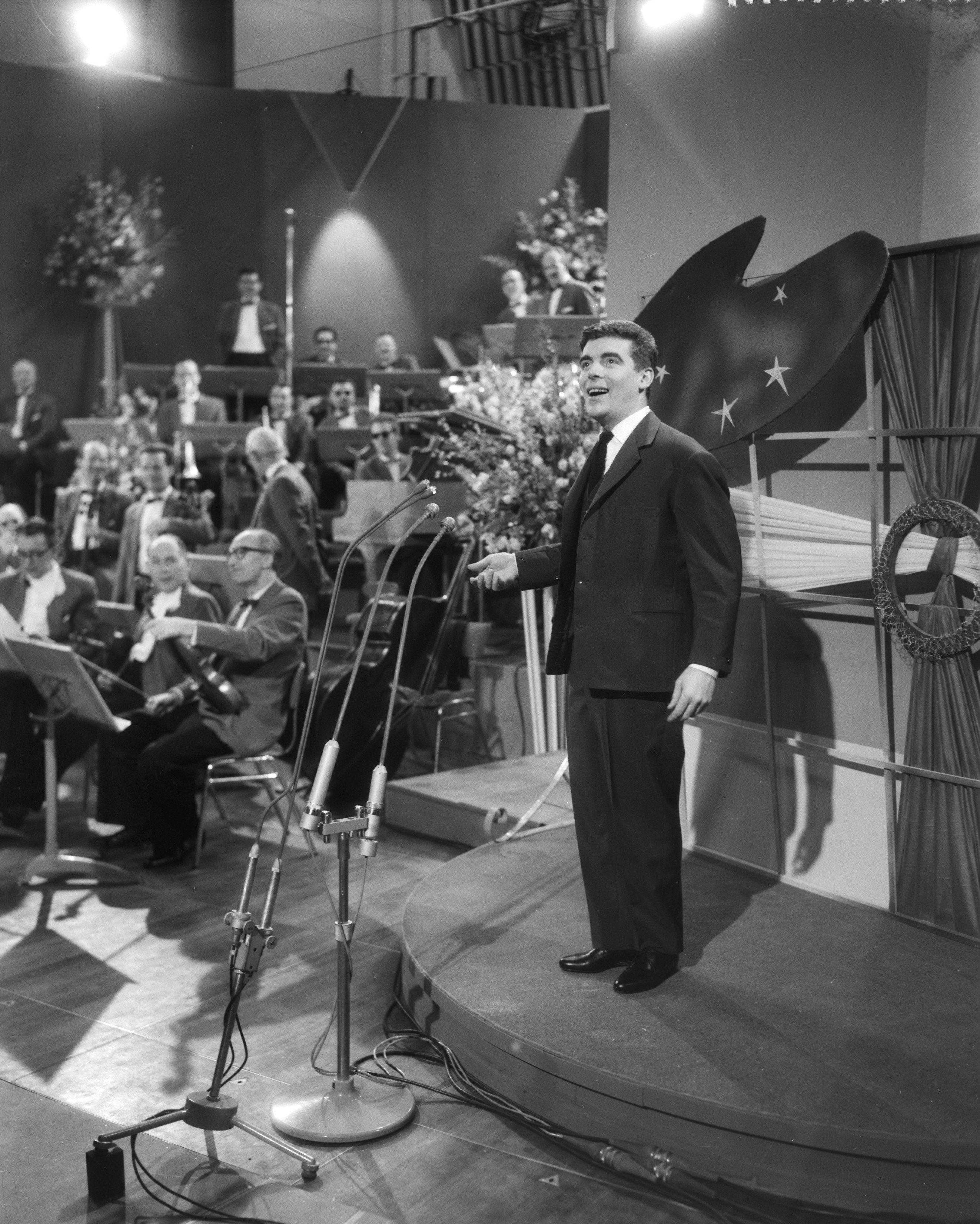
Fud Leclerc, intérprete de la canción, en 1958.

«Mon amour pour toi» (en español: «Mi amor por ti») es una canción compuesta por Jack Say e interpretada en francés por Fud Leclerc. Se lanzó como sencillo en 1960 mediante Fontana. Fue elegida para representar a Bélgica en el Festival de la Canción de Eurovisión de 1960 tras ganar la final nacional belga.

## Festival de la Canción de Eurovisión 1960

### Selección
«Mon amour pour toi» calificó para representar a Bélgica en el Festival de la Canción de Eurovisión 1960 tras ganar la final nacional belga.

### En el festival
La canción participó en el festival celebrado en el Royal Festival Hall el 29 de marzo de 1960, siendo interpretada por el cantante belga Fud Leclerc. La orquesta fue dirigida por Henri Segers.
Fue interpretada en quinto lugar, siguiendo a Dinamarca con Katy Bødtger interpretando «Det var en yndig tid» y precediendo a Noruega con Nora Brockstedt interpretando «Voi, Voi». Al final de las votaciones, la canción recibió 9 puntos, obteniendo el sexto puesto de 13.